# 95008 Іванобертіні
95008 Іванобертіні (95008 Ivanobertini) — астероїд головного поясу, відкритий 4 січня 2002 року.
Тіссеранів параметр щодо Юпітера — 3,617.